# Union nationale karen

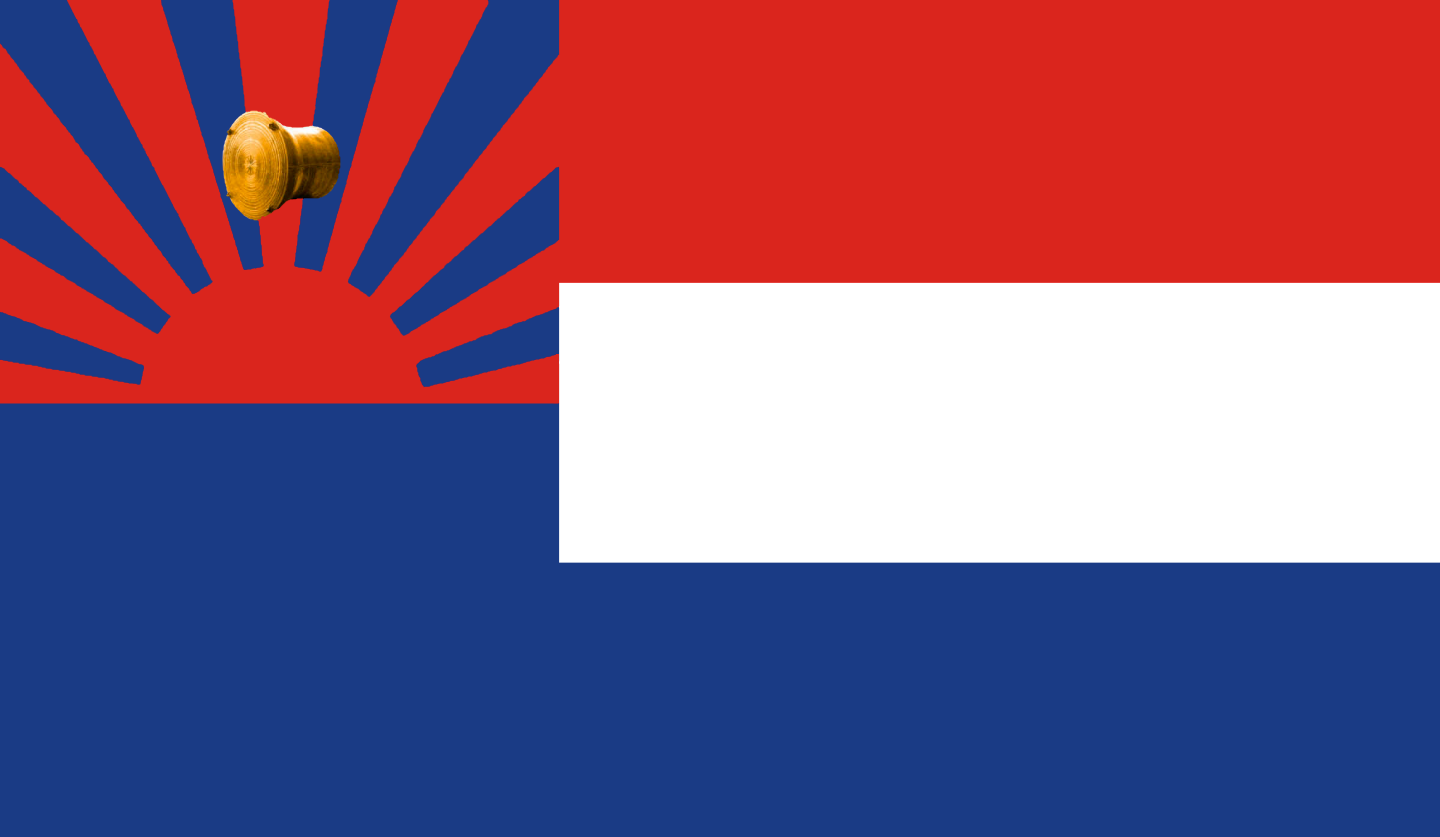
Drapeau de l'Union nationale karen

L'Union nationale karen (KNU, en karen Kawthoolei) est un des principaux mouvements de rebelles à la junte militaire de Birmanie.

## Historique
Elle a été fondée en 1947 par l'avocat Ba U Gy (assassiné en 1950). Ses membres sont issus de la minorité Karen en lutte depuis les années 1950 pour obtenir son autonomie.
Le 14 février 2008, leur secrétaire général, Sha Lah Phan est assassiné chez lui en Thaïlande, tué par balles. Le meurtre pourrait être lié à des conflits internes à l'organisation.
Le 7 avril 2012, les dirigeants de la KNU sont reçus pour la première fois par le président Thein Sein à Naypyidaw pour tenter de mettre fin au conflit. Ils rencontrent le lendemain Aung San Suu Kyi, geste politique significatif depuis son élection au parlement.

## Généralités
Répartie sur de vastes étendues de zones rurales du sud-est du Myanmar, la KNU exerce en 2015 une influence sur une population Karens estimée à au moins 800 000 personnes. Parmi cette population, on estime que 250 000 à 350 000 personnes vivent dans des zones d'autorité mixte et qu'au moins 100 000 personnes, vivant sous le contrôle ferme de la KNU, ont rarement des contacts avec le gouvernement ou d'autres autorités.
La principale branche armée de la KNU s'appelle l'Armée Karen de libération nationale (KNLA) et vise principalement à défendre les territoires existants par la guérilla.
Entre autres fonctions, le système de gouvernance de l'Union nationale karen (KNU) perçoit des taxes officiellement enregistrées, fournit un système judiciaire de base avec une force de police, enregistre, réglemente et fournit des titres de propriété pour les terres agricoles, réglemente et gère les forêts et d'autres formes de terres, et fournit des services sociaux de base, notamment l'éducation et les soins de santé primaires.
Sous la direction de Bo Mya dans les années 1960, le commerce frontalier illicite avec la Thaïlande est en plein essor, car Ne Win introduit de lourds droits de douane de style socialiste sur les importations et les exportations, et Bo Mya coopère de plus en plus avec les autorités thaïlandaises contre le communisme.
La KNU perçoit des impôts auprès de la population locale et des commerçants et entreprises qui opèrent sur son territoire. La KNU utilise ces revenus pour ses dépenses organisationnelles, qui sont probablement dominées par les coûts militaires, en plus des rations alimentaires pour le personnel, des dépenses pour les services généraux et des dépenses pour les activités politiques. Recettes internes, impôts et taxes : la KNU est relativement pauvre par rapport aux autres grandes organisations ethniques armées, comme l'Organisation pour l'indépendance Kachin (KIO) et le Parti de l'État wa uni (UWSP). Sa principale source de revenus est le secteur minier, en particulier les mines d'or, d'étain et d'antimoine, suivi des taxes sur l'utilisation des terres agricoles et le bétail. Jusqu'aux années 1990, la KNU a bénéficié d'un commerce transfrontalier abondant et informel, le gouvernement Ne Win ayant maintenu des droits de douane élevés sur la plupart des marchandises. Certains districts se sont livrés à d'intenses activités d'exploitation forestière par le passé, mais l'interdiction officielle de l'exploitation forestière commerciale depuis 2009 a été relativement efficace dans la plupart des districts. La forme la plus courante d'impôt payé à la KNU par les gens ordinaires est un impôt agricole basé sur la taille de la propriété foncière, ajusté en fonction du type de terre et de sa productivité supposée ou par le biais de pratiques coutumières en fonction des rendements.
La principale source de revenus de la KNU, l'exploitation minière, est soumise à un contrôle particulièrement faible du ministère central et reste mal réglementée et gérée. Il existe également toute une série d'impôts informels : ceux-ci sont parfois négociés avec les communautés locales et reposent sur des circonstances spécifiques (comme l'utilisation des terres communales), mais ils sont parfois prélevés de manière arbitraire par des fonctionnaires locaux et s'apparentent à de l'extorsion.
Certaines activités de la KNU, notamment les services sociaux, bénéficient d'un financement ciblé de la part des donateurs d'aide internationale. En particulier, les services d'éducation et de santé fournis par le département de l'éducation karen (KED) et le département de la santé et du bien-être karen (KDHW) dépendent du financement international pour fournir des services. En outre, le département de l'agriculture et le département des forêts ont certains projets administrés par des fonds internationaux, notamment des travaux liés à l'élaboration de politiques et à des programmes de subsistance menés par les communautés. Ces fonds ne passent pas par le département des finances et des revenus de la KNU et sont gérés conformément aux pratiques d'aide normatives, souvent par le biais de partenariats entre les départements concernés et les ONG internationales partenaires ou les organisations communautaires locales.

## Art et culture

### Musique
L'album de La Souris déglinguée intitulé Tambour et Soleil est un hommage à l'Union nationale karen.